# 173 a.C.

## Eventos
- Lúcio Postúmio Albino e Marco Popílio Lenas, cônsules romanos.
- Continua guerra dos romanos na Ligúria, parte da Gália Cisalpina. 
  - A crueldade de Marco Popílio Lenas causa revolta na Ligúria.